# E6
E6 eller Europaväg 6 är en Europaväg som börjar i Kirkenes i Norge och slutar i Trelleborg i Sverige.

## Sträckning
Kirkenes – Karasjok – Alta – Narvik – Fauske – Mo i Rana – Trondheim – Dombås – Lillehammer – Hamar – Oslo – (gräns Norge-Sverige) – Strömstad – Uddevalla – Kungälv – Göteborg – Kungsbacka – Varberg – Falkenberg – Halmstad – Laholm – Ängelholm – Helsingborg – Landskrona – Malmö – Trelleborg.
E6 är 3 058 kilometer lång varav 480 kilometer i Sverige och 2 578 kilometer i Norge. Det är den längsta vägen i Norge, samt den längsta vägen inom ett land i Europa utom Ryssland. E6 är motorväg längs 720 kilometer.

## Historik

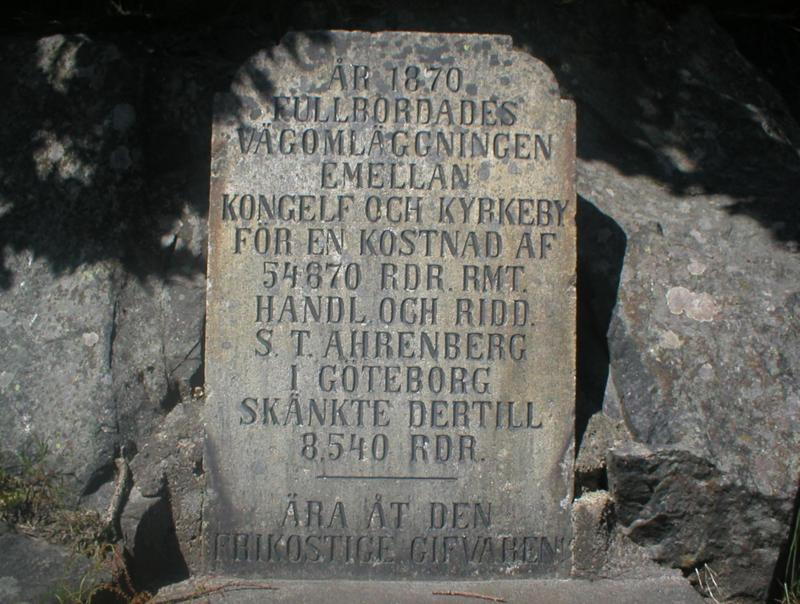
Minnesmärke vid Ingetorps sjö för den väg som senare blev Riksväg 2.

Namnet/numret E6 infördes i Sverige 1962 och i Norge juni 1965. Då hade Europaväg 6 sträckningen Rom - Bologna – München – Berlin – Trelleborg – Oslo – Stjørdal. Norr därom hade vägen för dålig standard – bland annat förekom grusvägar – och fick heta norska riksväg 6. Före 1962 hette vägen inom Sverige rikstvåan. I Norge hette den söder om Oslo väg 1 och norr om Oslo väg 50.
E6 förlängdes till Nordkjosbotn juli 1969 och till Kirkenes 1983. Förlängningen drogs en betydande omväg via Karasjok, men det var nyare och bättre väg, och den gamla vägen via Ifjord var ofta stängd på grund av snöstorm på fjället. Sista delen av E6, som fortfarande var grusväg runt Bygøyfjord i Finnmark fylke, asfalterades så sent som år 1986.
1983 beslutade UNECE reformera systemet helt, och vägen Göteborg–Oslo–Olderfjord blev en del av E45, och Helsingborg–Göteborg E47, och (Berlin–Sassnitz–)Trelleborg-Helsingborg E251. 1985 blev vägen mellan Helsingborg–Olderfjord i stället en del av E47 (full sträckning Nordkap–Olderfjord–Helsingborg–Lübeck), och Europaväg 06 fick sträckningen Olderfjord – Kirkenes. Numren baserades på ett system med jämna nummer i nummerordning för väst-östliga vägar, och udda nummer i nummerordning för nord-sydliga vägar. Det nya systemet skyltades från 1985 i de flesta länder, men inte alls i Sverige eller Norge. Efter en förhandling mellan UNECE och de svenska och norska regeringarna, som inte ville skylta om hela denna sträcka, förlängdes E06 från Olderfjord till Trelleborg 1990, och E47 fick Helsingborg som sin norra slutpunkt (som dock inte skyltas i Sverige). Sträckan Olderfjord-Nordkap fick nummer E69. E4 återställdes också till gammal sträckning inom Sverige, medan Sverige och Norge accepterade att skylta de övriga nya europavägarna, vilket gjordes 1992. UNECE är en del av FN och inte överstatligt som EU. UNECE kan alltså inte tvinga länder till något.
Sträckan Maglarp–Kolomoen byggdes om till motorväg under åren 1958-2015. År 2018 blev i Nordnorge flera tunnlar och Hålogalandsbron klara vilket förkortade längden på E6 med cirka 30 km.

### Norge

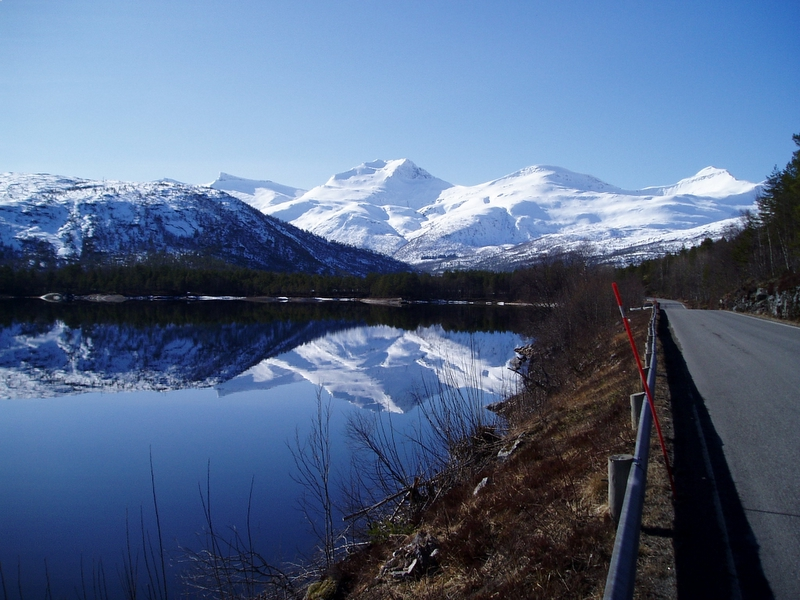
E6 vid Tømmernes mellan Narvik och Fauske.

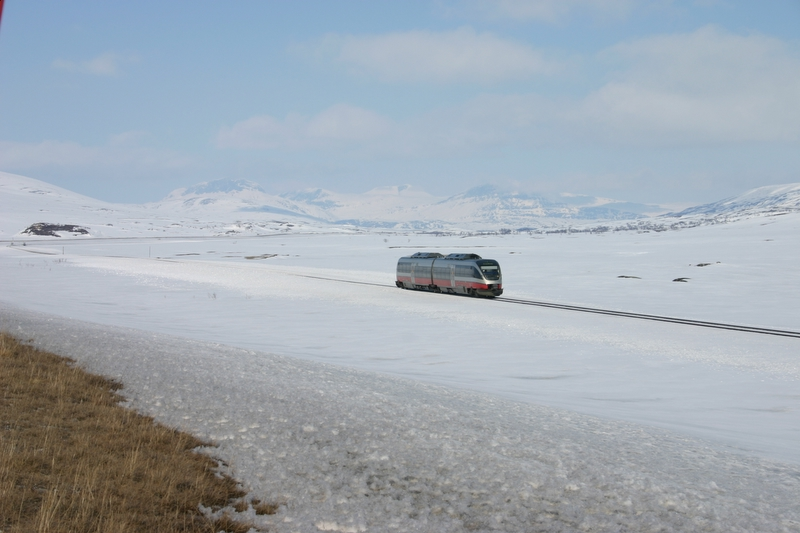
E6 vid Saltfjellet norr om Mo i Rana. Järnvägen går bredvid E6 över kalfjället.

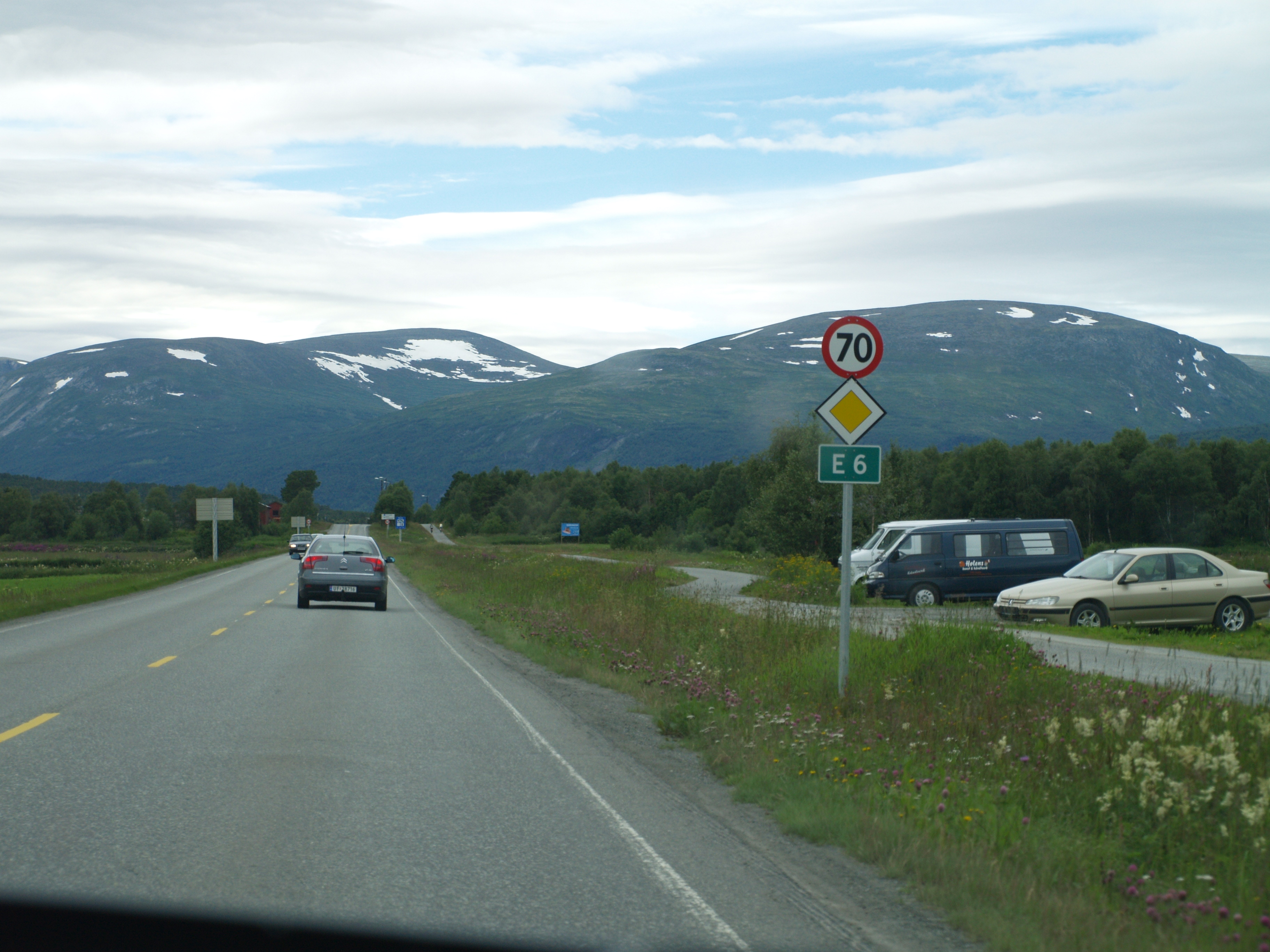
Europaväg 6 södergående norr om Oppdal, Norge.

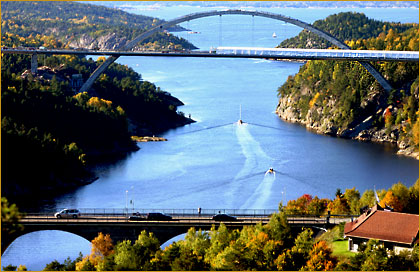
Nya Svinesundsbron, gräns mellan Norge och Sverige.

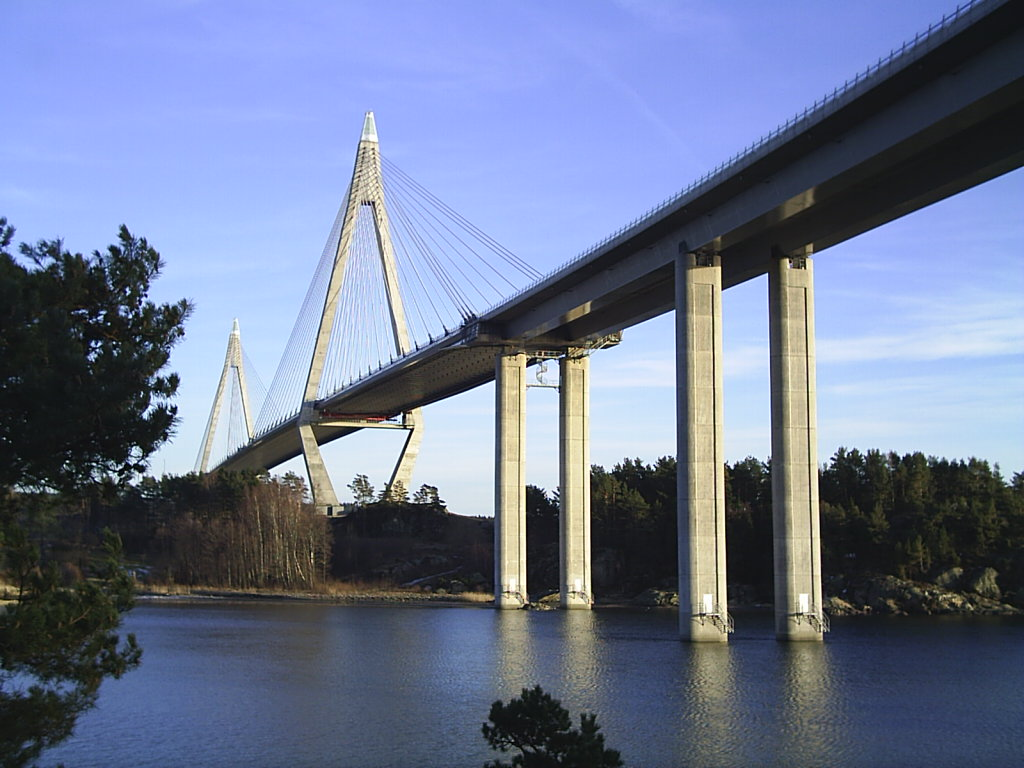
Uddevallabron som sträcker sig över Byfjorden.

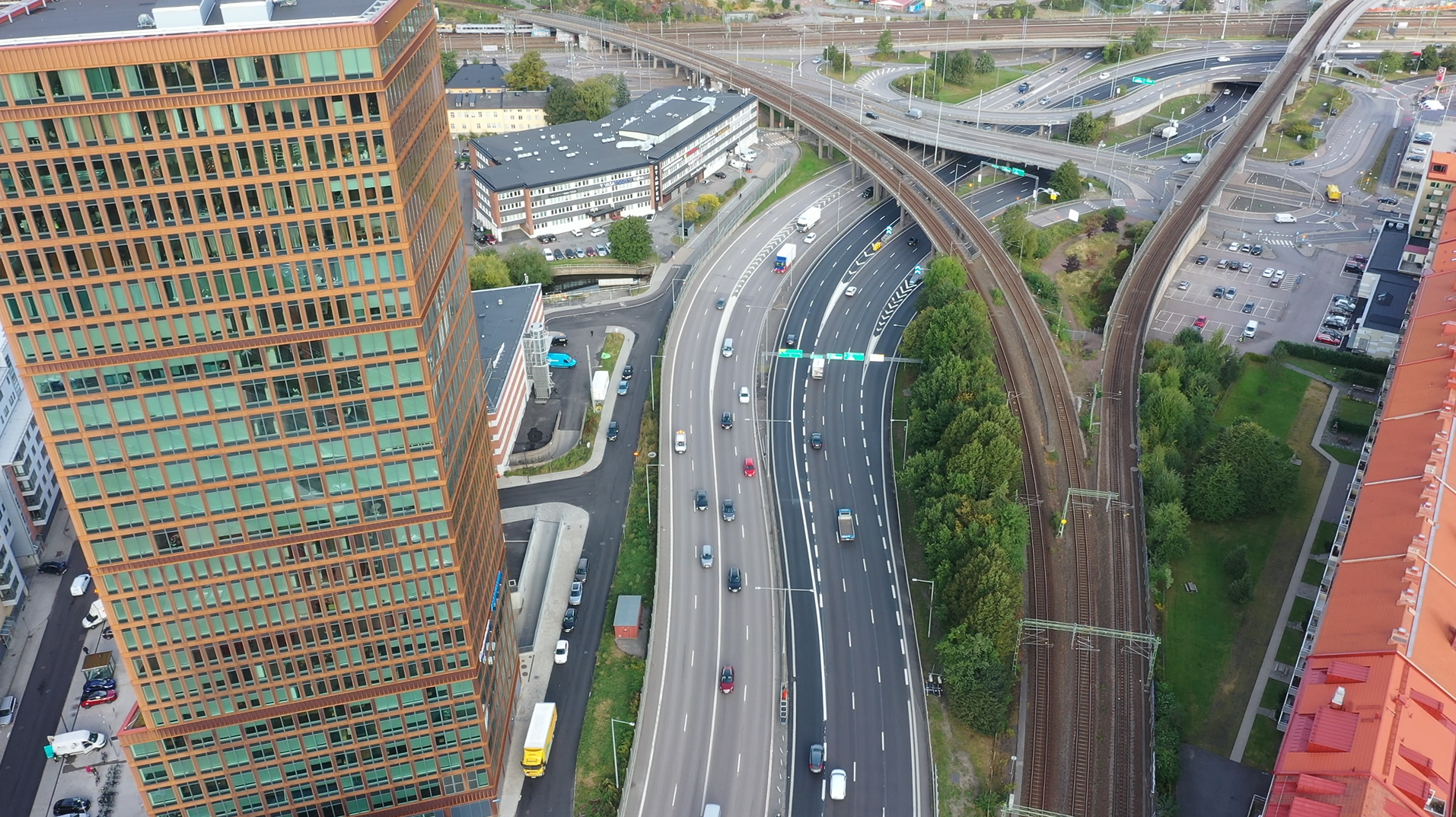
Vy över Olskroksmotet söderifrån i Göteborg. Här möts E6 (norrifrån) med E20 (österifrån) för att gemensamt fortsätta vidare söderut till Malmö.

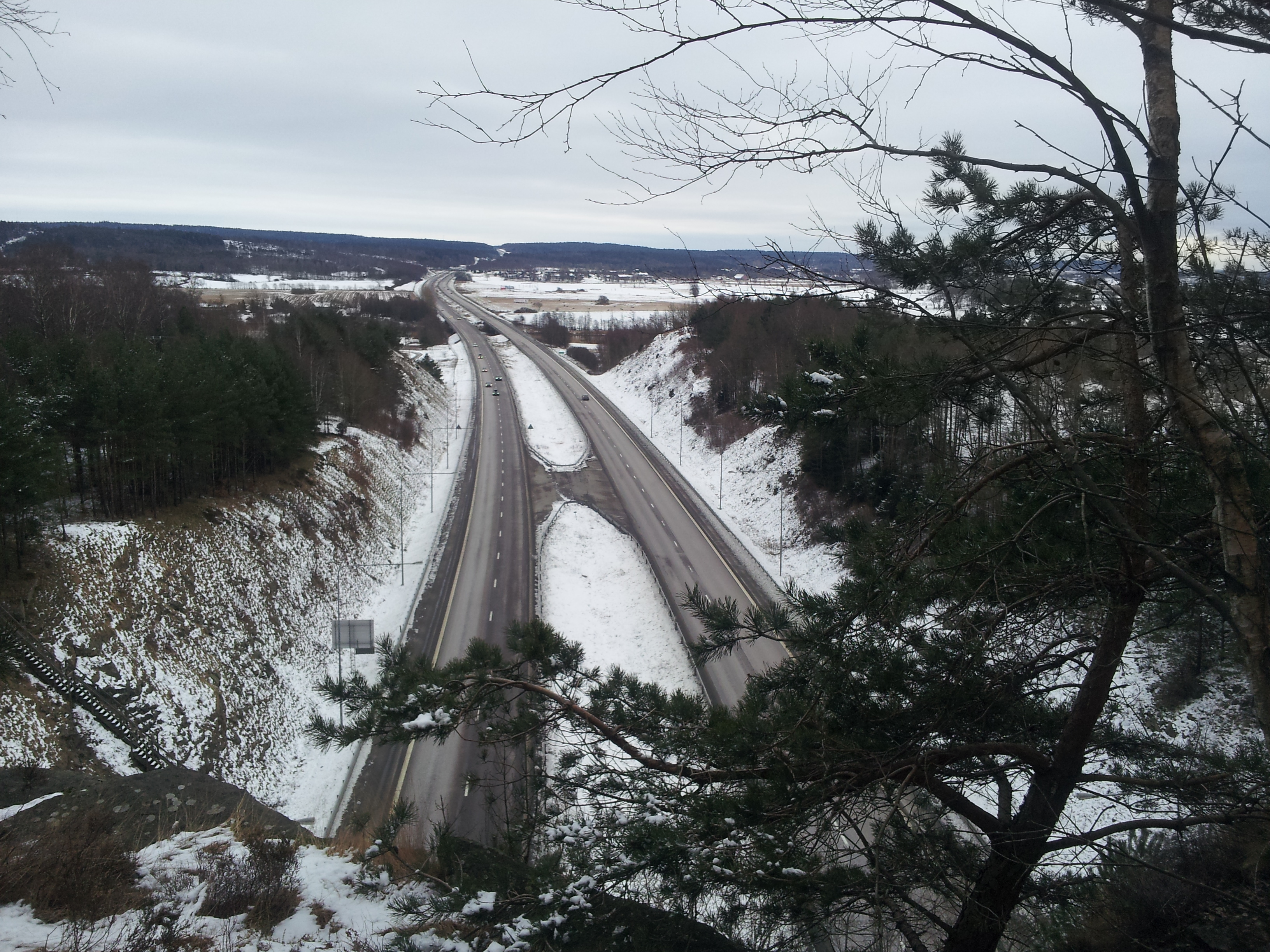
Vid Värötunneln norr om Varberg, den enda tunneln på E6 söder om Göteborg.

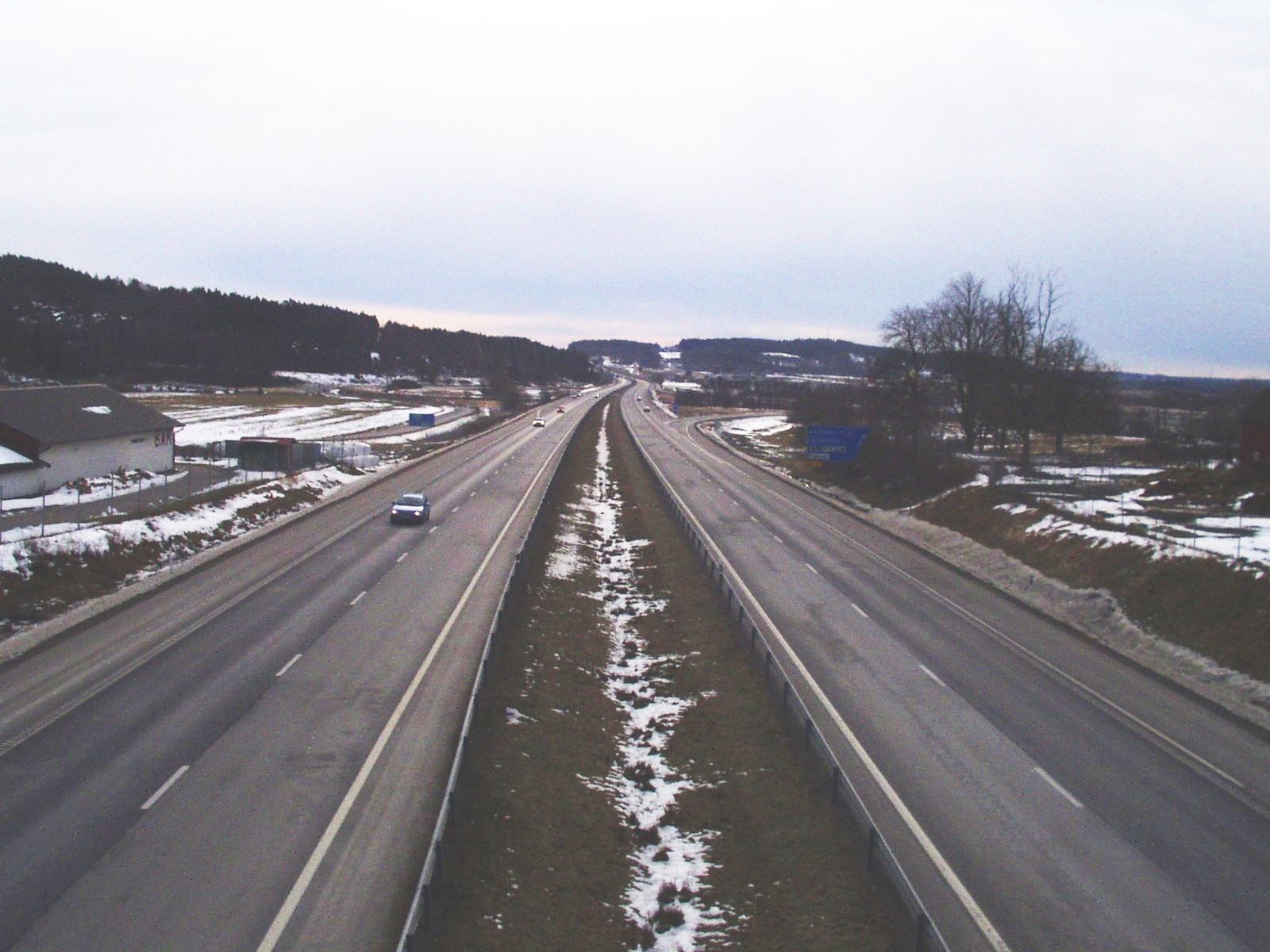
Motorväg E6/E20 utanför Varberg.

E6 är Norges pulsåder inom landet och mot övriga Europa. Längden är 110 kilometer Svinesund-Oslo, 530 kilometer Oslo-Trondheim, 910 kilometer Trondheim-Narvik och 1030 kilometer Narvik-Kirkenes, summa 2578 kilometer. Mer än hälften är norr om polcirkeln.
I Norge är E6 i huvudsak tvåfilig (en körbana). Dock är det motorväg mellan Svinesund och Moelv som ligger ca 150 kilometer norr om Oslo och 263 kilometer norr om Svinesund. Sträckan mellan Klemetsrud och Ulven i Oslo är dock fyrfältsväg, men inte skyltad motorväg. E6 har 74 tunnlar inom Norge, de flesta i Nordland fylke. Längs hela E6:s sträckning finns det kvar en enda färjeförbindelse, medan det förr var betydligt fler. Färjan går mellan orterna Bognes och Skarberget (som ligger mellan Fauske och Narvik i Norge). E6 går över kalfjället på några ställen i Norge, och är på dessa ställen känslig för snöstormar vintertid.
I Norge skyltas vägen från söder till norr: Oslo-Trondheim-Narvik-Kirkenes. Från norr till söder: Narvik-Trondheim-Oslo-Gøteborg. Dock är det vanligt med endast regional skyltning.

### Sverige
Nästan hela delen av E6 i Sverige är motorväg. Endast sträckan genom Trelleborg till Maglarpsrondellen (5 kilometer) är inte motorväg.
E6 korsar riksgränsen på Svinesundsbron, som med de tillhörande motorvägsdelarna på var sida om fjorden är belagd med avgift. Detta är en av få sträckor i Sverige tillsammans med Öresundsbron och Sundsvallsbron som är avgiftsbelagda. Då man passerar Göteborg på E6 får man dock erlägga trängselskatt. Vidare söderut är E6 motorväg till Maglarp, utanför Trelleborg. Motorvägsutbyggnaden genom Bohuslän har till större delen skett i etapper norrut. Vid Olskroksmotet söder om Tingstadstunneln i Göteborg ansluter E20, som sedan kommer att följa E6 i 280 kilometer till trafikplats Petersborg i Malmö. Detta är den längsta sträcka i Sverige två Europavägar följs åt. Vid Varberg ändrar landskapet karaktär från att mestadels ha gått genom skogar och mer kuperad terräng till att gå genom öppet landskap och relativt platt terräng.
Norr om Helsingborg ligger Trafikplats Kropp, där E4 från Stockholm och Jönköping ansluter för att gå tillsammans med E6/E20 förbi Helsingborg. Vid trafikplats Kronetorp i nordöstra Malmö ansluter E22, som tillsammans med E6 och E20 följer Yttre Ringvägen i en båge runt Malmös sydöstra delar. E20 fortsätter vid trafikplats Petersborg rakt fram över Öresundsbron, medan E6 och E22 svänger av söderut till Trelleborg, där motorvägen slutar. E6 har sin sydliga ände vid hamnen i Trelleborg. Färjelinjen till Sassnitz skyltas både E6 och E22 varav egentligen bara E22 är korrekt. Det beror på att E4 och E6 räknas i Sverige som om det var före 1985, då det gamla europavägssystemet gällde. Skillnaden inom Sverige gäller bara färjorna, som inte borde skyltas E4 och E6.
I Sverige skyltas vägen från söder till norr: Malmö-Göteborg-Oslo. Från norr till söder: Göteborg-Malmö-Trelleborg-Sassnitz.

## Korsande vägar
E6 ansluter till följande europavägar:

- E4
- E8
- E10
- E12
- E14
- E16
- E18
- E20
- E22
- E39
- E45
- E65
- E69
- E75
- E105
- E134
- E136

Se E6 (Sverige) för anslutande numrerade vägar inom Sverige.

## Korsande järnvägar
| Inom Sverige                                                                     | Inom Sverige                                                 | Inom Sverige                                   |
| -------------------------------------------------------------------------------- | ------------------------------------------------------------ | ---------------------------------------------- |
| - Bohusbanan (5 ggr) - Lysekilsbanan - Västra stambanan - Västkustbanan (11 ggr) | - Viskadalsbanan - Halmstad-Nässjö - Skånebanan - Lommabanan | - Södra stambanan - Ystadbanan - Öresundsbanan |
| Inom Norge                                                                       |                                                              |                                                |
| - Ofotbanan - Nordlandsbanan - Meråkerbanan - Rørosbanan                         | - Dovrebanan - Gardermobanan - Østfoldbanan - Hovedbanen     |                                                |

Samtliga järnvägar inom Sverige och Norge korsar planskilt. I Sverige var det så också före 1990-talets stora motorvägsutbyggnader, utom på en plats, Viskadalsbanan. Då fanns också klart fler korsningar. I Norge togs den sista plankorsningen vid Røra i Nord-Trøndelag fylke bort 2005.

## Alternativa vägar
På sträckan Trelleborg-Oslo finns inga parallella vägar som är likvärdiga eller bättre att köra om man vill resa från en ort längs vägen till en annan. Vill man resa till orter norr om Oslo finns dock sådana.
- Munkedal – Skedsmokorset (strax norr om Oslo): länsväg 165 till norska gränsen, och därefter väg 22 via Halden och Mysen, 8 kilometer kortare, minst 30 min längre körtid.
- Oslo – Lillehammer: väg 4 via Gjøvik, 11 kilometer kortare, cirka 15 minuter längre körtid.
- Oslo – Trondheim: väg 3, 39 kilometer kortare, cirka 20 min kortare körtid.  Majoriteten av yrkestrafiken väljer denna väg vid färd Oslo – Trondheim.
- Fauske – Narvik: väg 827, 4 kilometer kortare, glesare färjeturer.
- Oslo – Alta: väg 3/25/311/småväg/E45 via Särna-Östersund, 200 kilometer kortare, drygt 2 timmar kortare körtid.
- Göteborg – Alta: väg E20/26/E45/310/296/E45, via Mora-Östersund, 220 kilometer kortare, cirka 3 timmar kortare körtid.
- Alta – Kirkenes E45/92/971/893/E6, 110 kilometer kortare, via Finland.
- Lakselv – Tana Bru: väg 98, 43 kilometer kortare, ofta vinterstängd.
- Trelleborg – Kirkenes: väg E6/E4/50/68/E4/E8/E75/971/893, via Örebro-Haparanda, 820 kilometer kortare, cirka 12 timmar kortare körtid.

## Motorväg
Följande sträckor längs E6 i Sverige är utbyggda till motorväg:
- Maglarp – Svinesund (474 kilometer)

I Norge är följande sträckor motorväg:
- Svinesund (gränsen till Sverige) – Klemetsrud i Oslo (104 kilometer)
- Ulven i Oslo – Moelv (146 kilometer)
- Jaktøyen – Tonstad (9 kilometer)

Sedan 2015 är hela E6 i Sverige utbyggd till motorväg, utom sträckan inne i Trelleborg. Dessutom är sedan 2020 hela sträckan i Norge söder om Moelv motorväg, utom Klemetsrudkrysset - Ulven (9 kilometer) i Oslo som är korsningsfri fyrfältsväg, men inte skyltad motorväg, vilket bland annat beror på att det är busshållplatser som inte är separerade från körbanan. Summa motorväg är 733 kilometer.
Utöver motorvägssträckorna finns det motortrafikled på sträckan Moelv– Tretten i Øyer kommun 34 kilometer mellan Frya – Sjoa samt 73 kilometer i Trøndelag fylke. Av detta är 23 kilometer i Trøndelag fyrfilig väg. Förbi Stjørdal är E6:an fyrfilig med cirkulationsplatser. Det finns ingen motorväg eller motortrafikled i Nordnorge och inga planeras heller.

## Planer
För Norges del byggs sträckan Kolomoen–Moelv om till motorväg under åren 2017-2020 och Moelv–Øyer senare . Längre norrut finns planer på motortrafikleder i Gudbrandsdalen, motorvägar i Trøndelag, och rätt långa sträckor ny och breddad väg i Nordland fylke, och ett fåtal nya vägsträckor i övrigt.